# Jakob Prandtauer
Jakob Prandtauer (16. července 1660 (datum křtu) Stanz bei Landeck – 16. září 1726 Sankt Pölten) byl jedním z nejvýznamnějších rakouských barokních stavitelů. Mezi jeho nejvýznamnější díla patří výstavba kláštera v Melku, na kterém pracoval od roku 1702 do své smrti.

## Životopis
Narodil se ve farmářské rodině Simona Prandtauera a Marie Lentsch jako jediný syn (měl sedm sester). Datum narození není známé, pouze datum křtu 16. července 1660 v Zams. V roce 1677, ve věku 17 let, zahájil tříleté učňovské studium u Georga Asama v Schnann v Tyrolsku. Co vykonával po vyučení, není známo, snad byl jako další tyrolští řemeslníci sezonním pracovníkem. Jeho matka zemřela v roce 1698, v té době byl označován jako „sochař v Sankt Pölten v Rakousku", kde se usadil v roce 1690. V roce 1689 se stal členem tovaryšského a kamenického cechu v Imstu a ve věku 32 let byl mistrem zedníkem. Dne 21. července 1692 se oženil s Maria Elisabeth Rennberger, služebnou hraběnky Gurland. Před sňatkem zakoupil dům na ulici Klostergasse v klášterní čtvrti v Sankt Pölten, kde žil až do své smrti.
První budovy byly Prandtauerem postaveny v roce 1690, byly to především úpravy a přestavby domů. V roce 1694 získal zakázku na přestavbu fary Haitzendorf v opatství Herzogenburg. V roce 1696 navrhl výstavbu mostů přes některé přítoky řeky Dunaje v okrese Wienerwald v dolnorakouském panství (postaven byl jeden). Prostřednictvím stavby mostů se dostal do užšího kontaktu s prelátem opatství v Melku a byl jím pověřen k přestavbě farního kostela a fary v Lassee. Po zakázkách pro kláštery v Sankt Pölten a okolí, včetně augustiniánkého kláštera, obdržel první velkou zakázku na výstavbu budovy nového kolegiátního kostela v Melku. V roce 1708 zemřel stavitel Carlo Antonio Carlone, hlavní stavitel klášterů v Dolních Rakousích. Prandtauer získal stavební zakázky v Garsten, Kremsmünster a Sankt Florian, které začal stavět Carlone. Stavby, které převzal, upravil a zmodernizoval, hlavně v Garstenu a Sankt Florianu. Od roku 1710–1711 řídil přestavbu klášterního komplexu v Melku. v roce 1714 byl pověřen barokizací kláštera v Dürnsteinu a v témže roce navrhl nový klášter v opatství Herzogenburgu. Prandtauer zemřel 16. září 1726 v Sankt Pölten a byl pohřben v místní katedrále. Po jeho smrti nedokončené projekty dokončil jeho žák, spolupracovník a synovec Joseph Munggenast.

## Dílo
Jakob Prandtauer vděčí za svou slávu především klášterním komplexům, které postavil. Jeho práce je však mnohem rozmanitější, zahrnuje také farní kostely, fary, hrady, zahradní budovy, mosty, kasárna a další objekty. Výběr některých staveb:
- 1702–1736 klášter Melk
- 1706–1732 basilika Sonntagberg (spolu s Josephem Munggenastem)
- 1707/1708–1712 klášterní kostel Karmelitánek, St. Pölten
- 1708–1725 poutní kostel Christkindl
- 1708 mramorový sál, schodiště v klášteře Sankt Florian
- 1708–1715 klášter Garsten
- 1721–1726 farní kostel v Ravelsbachu
- 1725 farní kostel ve Wullersdorfu

## Ocenění
Portrét Jakoba Prandtauera je na rakouské 50 šilinkové bankovce z roku 1951, na jejímž rubu je jeho neslavnější dílo, klášter v Melku. K výročí tří stého výročí narození byla rakouskou poštou zvláštní razítkem razítkovány zásilky.
Mimo názvů ulic a náměstí v hornorakouských a dolnorakouských obcí a Innsbrucku, nesou jeho jméno školy v Sankt Pölten. Na zámku Landeck v Tyrolsku je stálá expozice zaměřená na život a dílo Jakoba Prandtauera.
Od roku 1968 uděluje město Sankt Pölten cenu Jakoba Prandtauera za vědu a umění lidem nebo institucím ze Sankt Pölten nebo těm, kteří poskytli zvláštní služby Sankt Pöltenu.

## Galerie

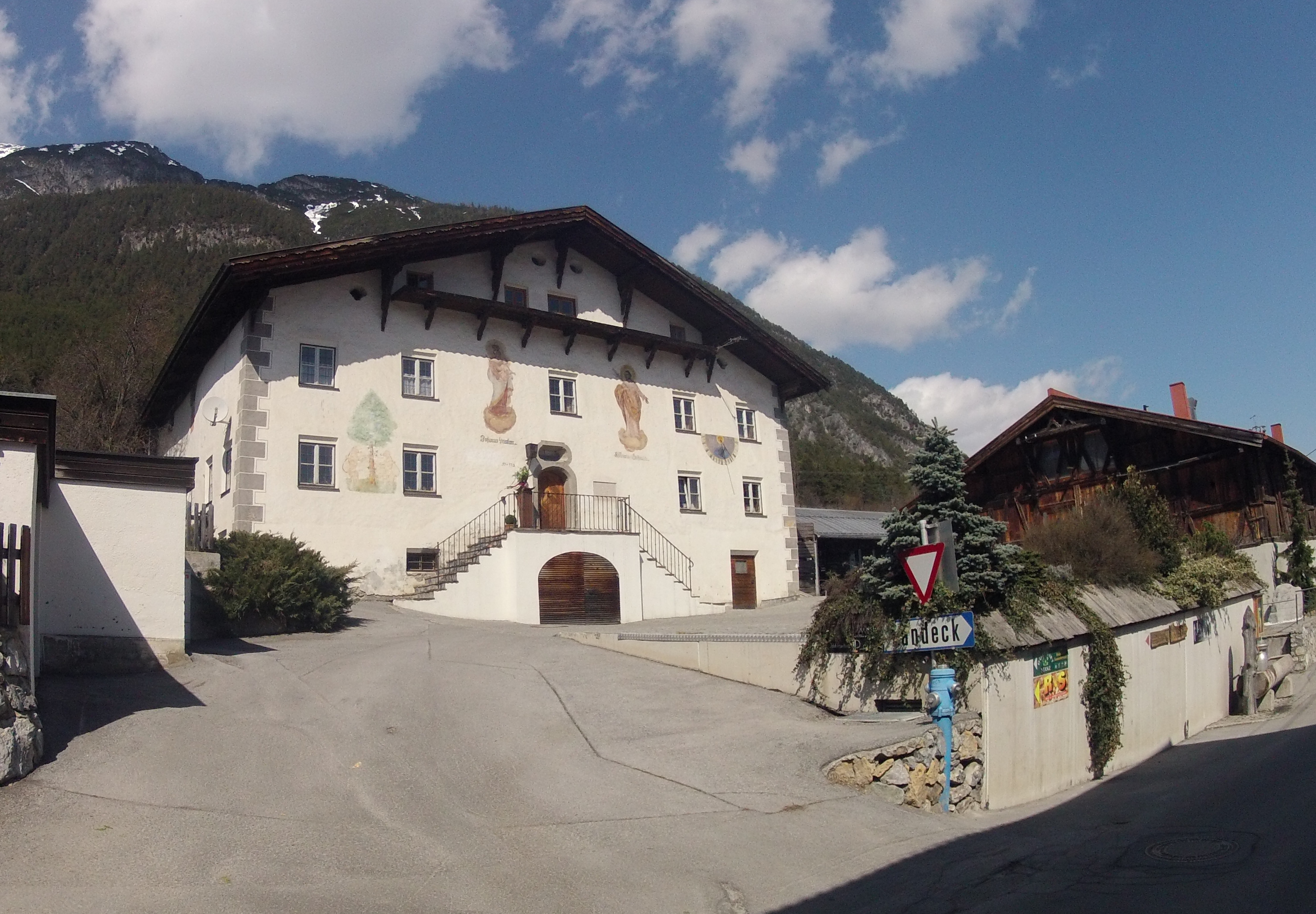
Rodný dům v Sankt Stanz
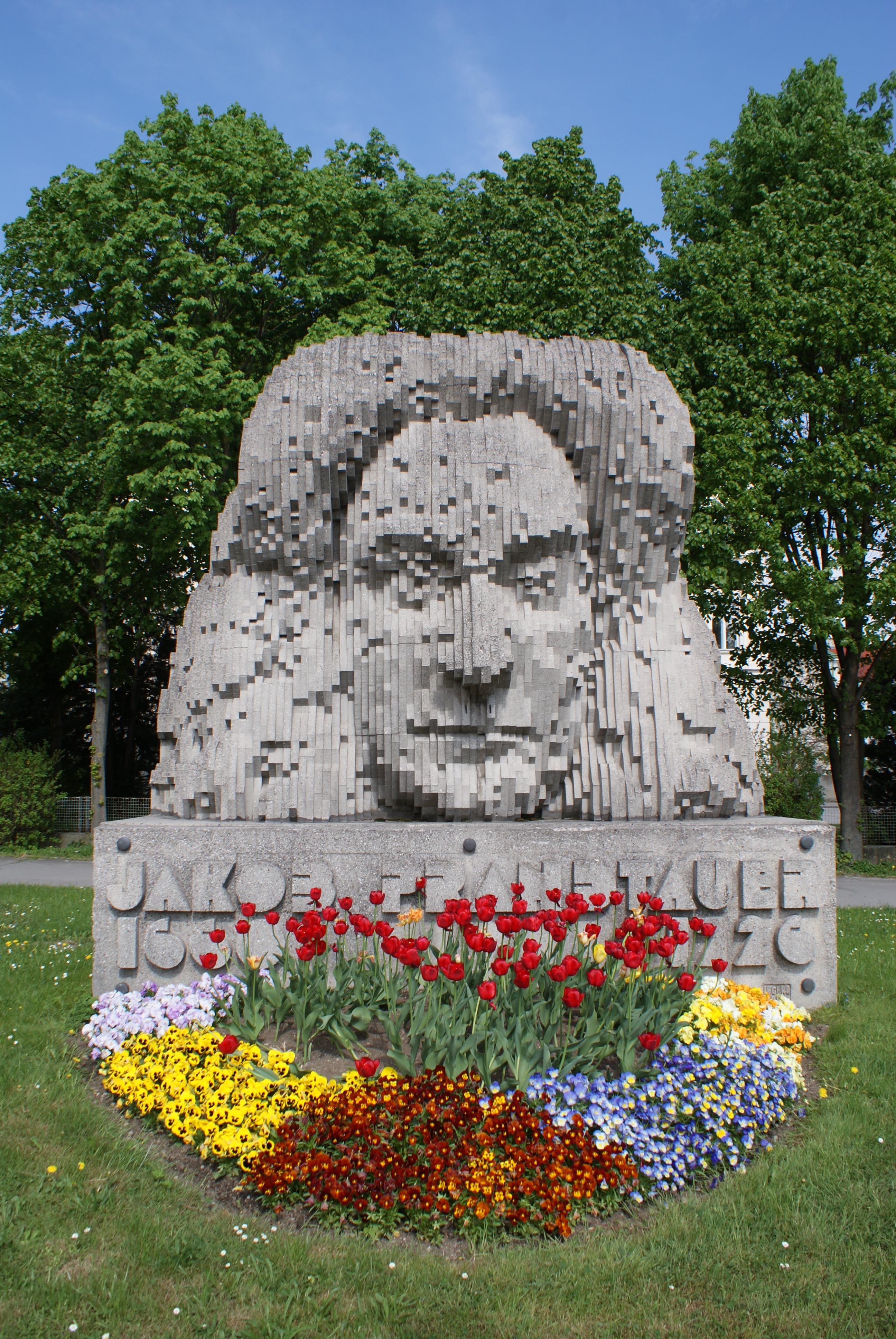
Pomník v Sankt Pölten
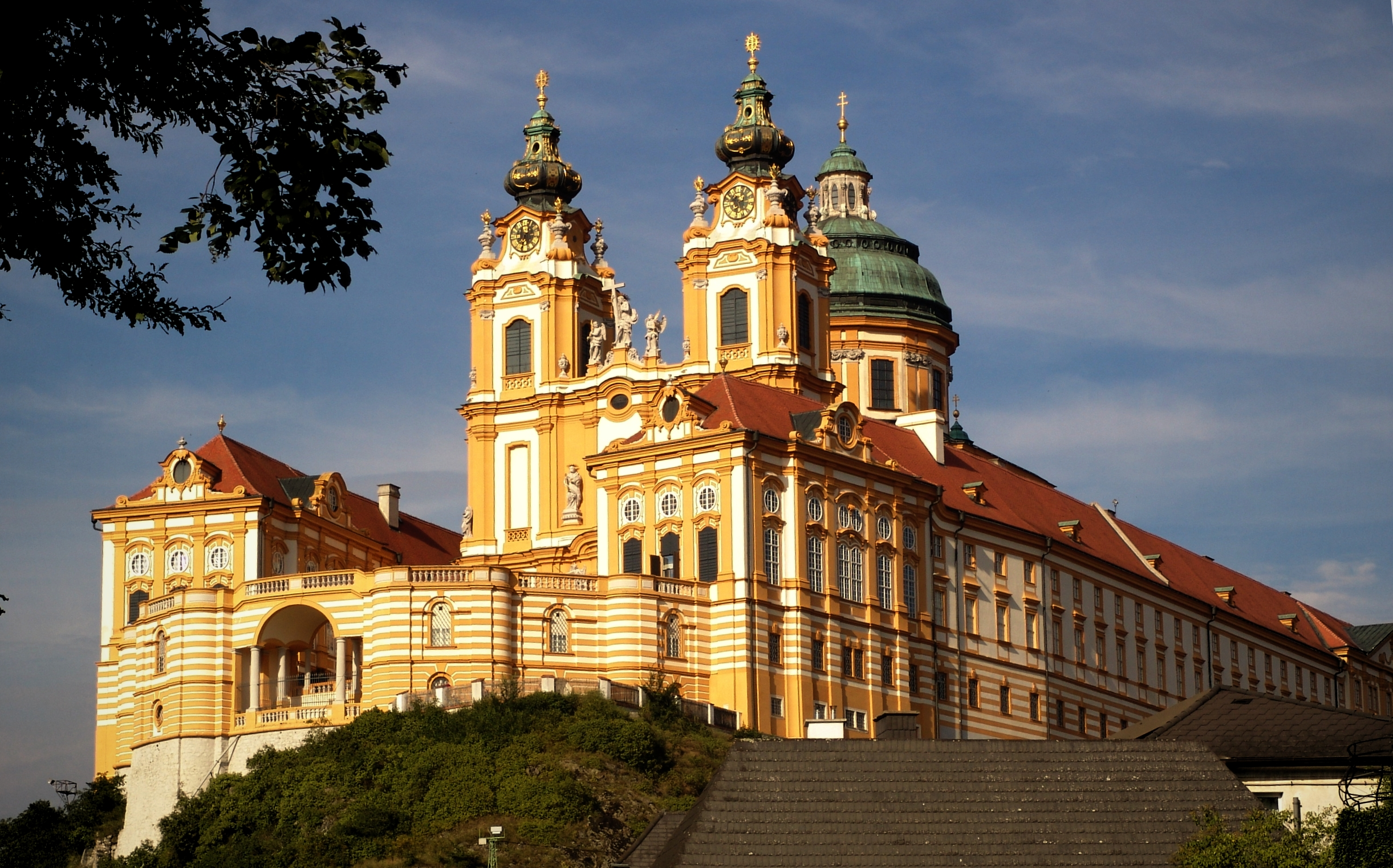
Klášter Melk
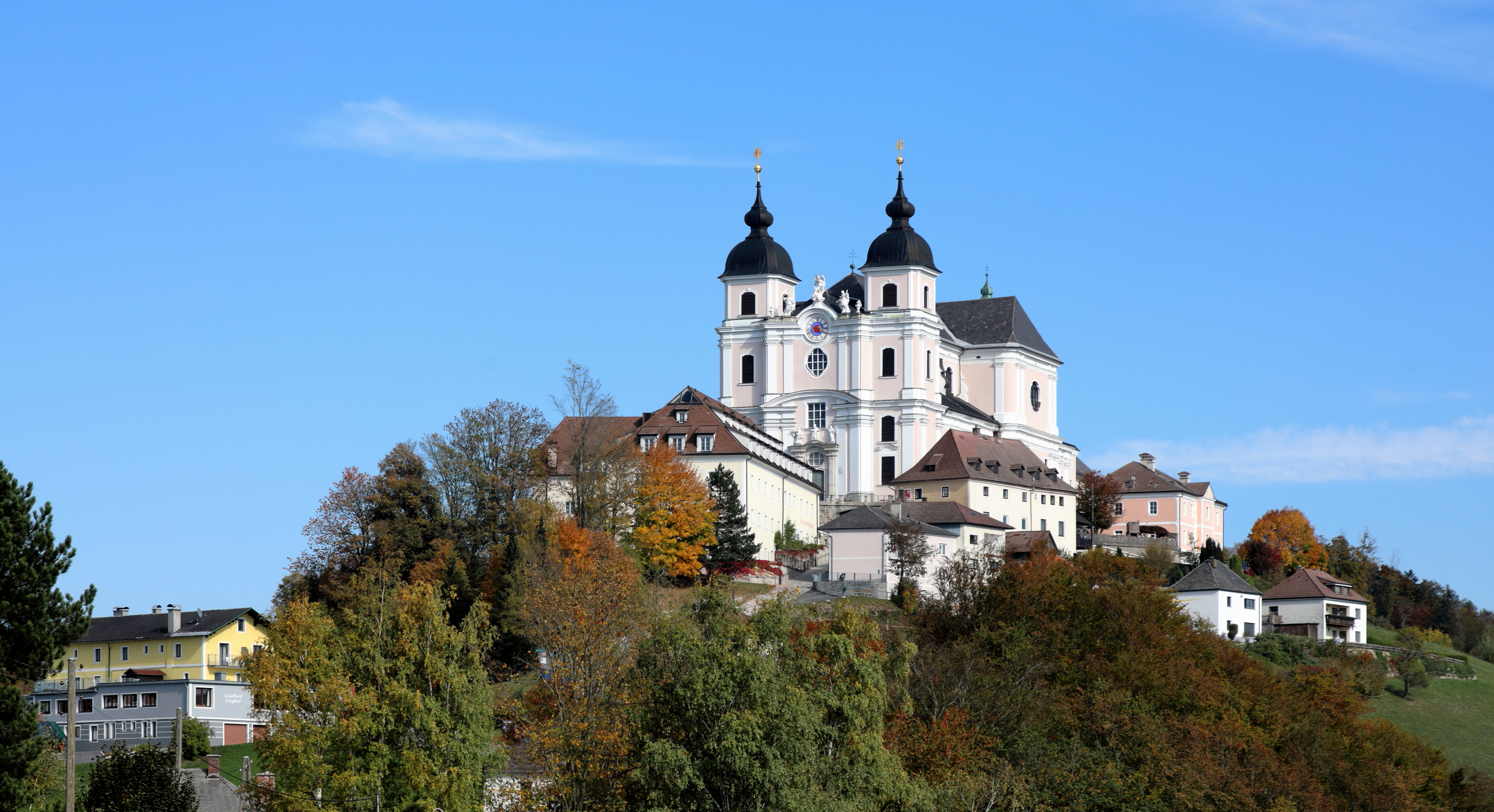
Farní kostel v Sonntagbergu
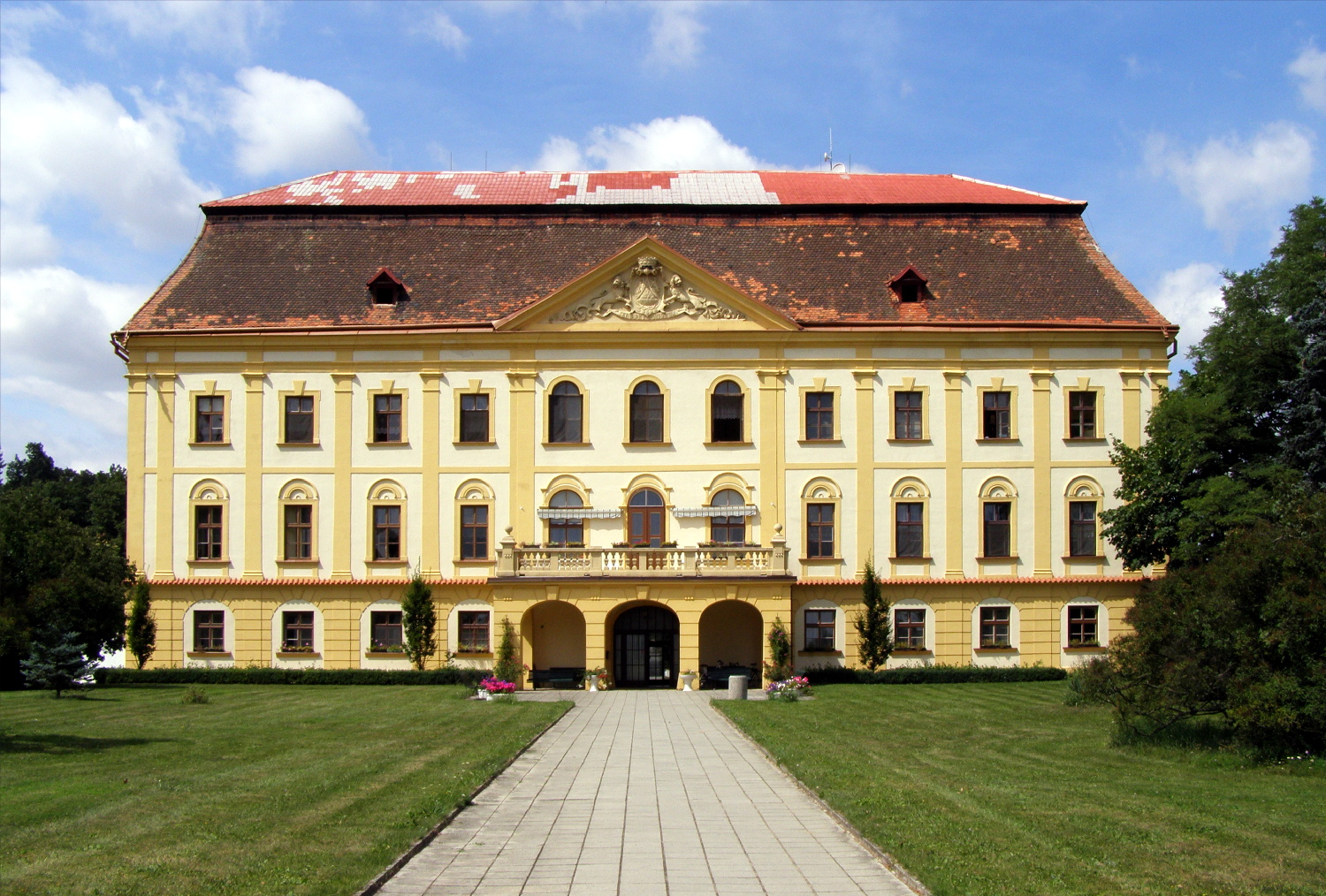
Zámek Mysliborice
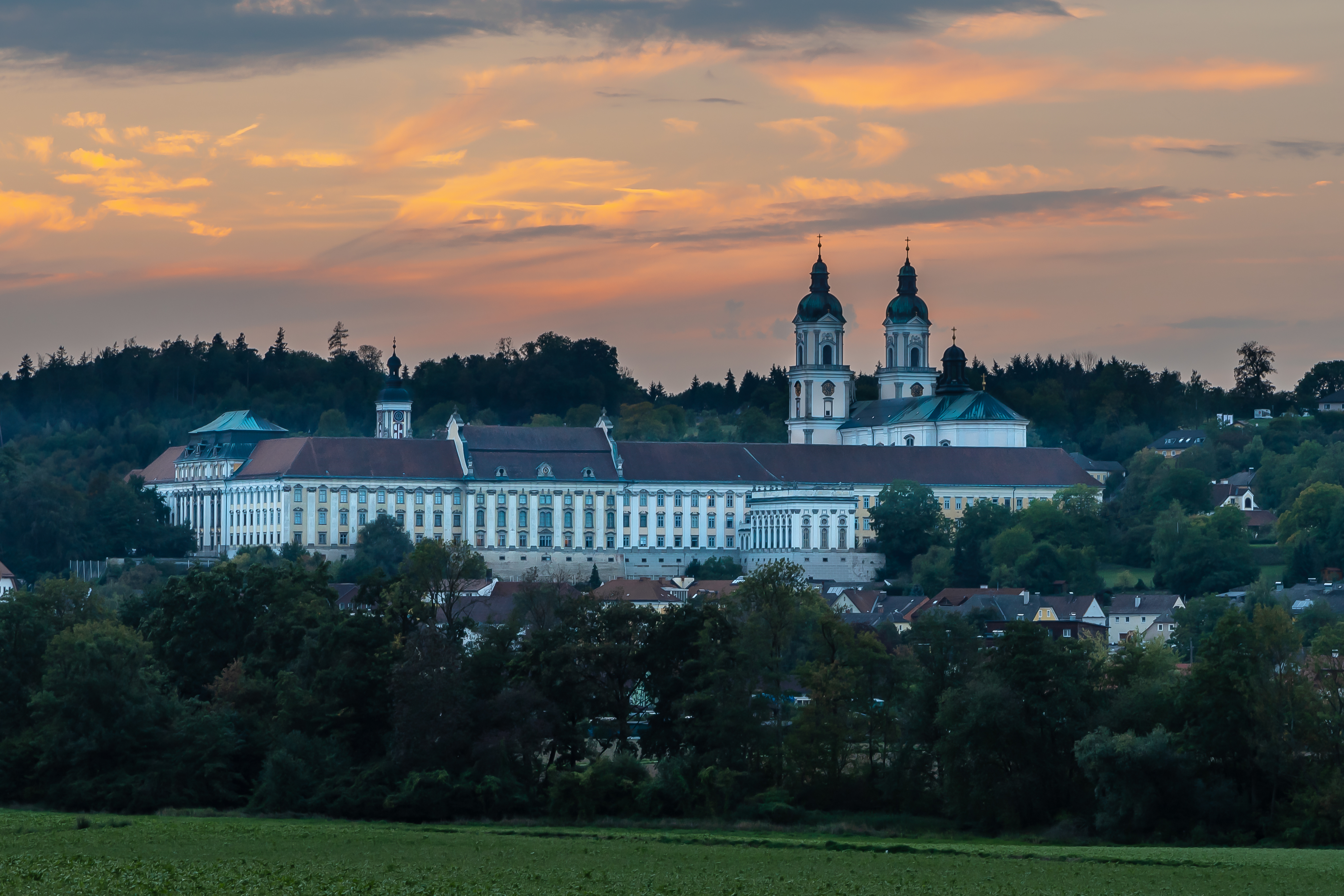
Sankt Florian
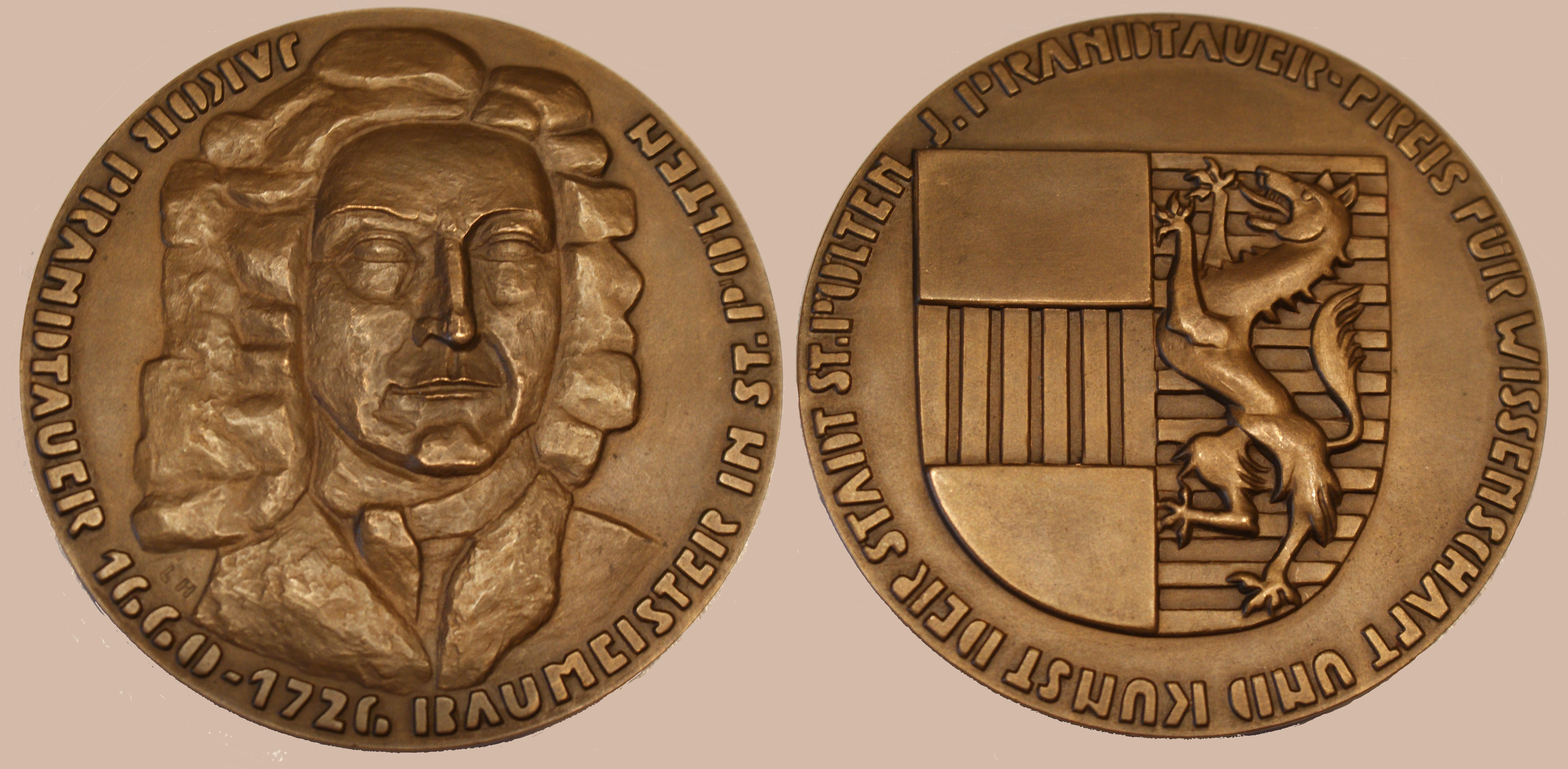
Medaile ceny Jakoba Prandtauera